# Dogmatica giuridica
La dogmatica giuridica è una scienza giuridica secondo la quale «i concetti generali e astratti del diritto devono essere elaborati sulla base di norme esistenti perché esistenti», cioè come dogmi. 

## Storia
Si sviluppò in Europa partendo dal formalismo giuridico tra la fine del XIX secolo e l'inizio del successivo ed è considerata la linea di pensiero da cui poi originerà la cosiddetta giurisprudenza dei concetti in opposto alla giurisprudenza degli interessi. La sua caratteristica principale è il formalismo che prevedeva che l'interprete di una norma dovesse attenersi rigidamente al sistema concettuale voluto dal legislatore senza introdurre alcun elemento esterno come etica o economia. Dunque, la dogmatica giuridica si inserisce nel capo del positivismo giuridico rifiutando qualsiasi applicazione del giusnaturalismo. I suoi maggiori esponenti, furono Adolf Merkel, August Thon, Ernst Rudolf Bierling e Karl Magnus Bergbohm. Carl Friedrich von Gerber estese tale modello a diritto pubblico.